# Journal of Plant Nutrition and Soil Science
Journal of Plant Nutrition and Soil Science (ook Zeitschrift für Pflanzenernährung und Bodenkunde) is een internationaal, aan collegiale toetsing onderworpen wetenschappelijk tijdschrift op het gebied van de landbouwkunde, plantkunde en bodemkunde. De naam wordt in literatuurverwijzingen meestal afgekort tot J. Plant Nutr. Soil Sci. (1999). Het tijdschrift wordt uitgegeven door Wiley-VCH namens de Deutsche Bodenkundliche Gesellschaft en verschijnt tweemaandelijks.